# Джаксън (окръг, Мичиган)
Вижте пояснителната страница за други населени места с името Джаксън.
Окръг Джаксън (на английски: Jackson County) е окръг в щата Мичиган, Съединени американски щати. Площта му е 1875 km², а населението - 158 422 души (2000). Административен център е град Джаксън.